# Goupillières, Seine-Maritime

Goupillières este o comună în departamentul Seine-Maritime, Franța. În 1 ianuarie 2022 avea o populație de 434 de locuitori.